# Rio Turvo (vattendrag i Brasilien, Minas Gerais, lat -21,53, long -44,43)
Rio Turvo är ett vattendrag i Brasilien.   Det ligger i delstaten Minas Gerais, i den sydöstra delen av landet, 700 km sydost om huvudstaden Brasília.
I omgivningarna runt Rio Turvo växer huvudsakligen savannskog. Runt Rio Turvo är det glesbefolkat, med 10 invånare per kvadratkilometer.